# Ben Hand
Pas d'image ? Cliquez ici

a Compétitions nationales et continentales officielles uniquement.

Dernière mise à jour le 18 mars 2024.
Ben Hand, né le 24 avril 1982 à Sydney, est un joueur australien de rugby à XV évoluant au poste de deuxième ligne.

## Biographie
Éduqué à la King's School de Parramatta, Ben Hand représente la sélection scolaire australienne en 2000,.
Il commence sa carrière avec le club d'Eastwood en Shute Shield,. Il fait également partie de l'Academy (centre de formation) des Waratahs à partir de 2004.
En 2007, il est promu au sein de l'équipe professionnelle des Waratahs pour disputer la saison 2007 de Super 14. Il joue son premier match le 3 février 2007 contre les Lions. Il joue dix matchs lors de cette première saison au niveau professionnel, dont cinq titularisations.
Plus tard la même année, il dispute l'unique édition de l'Australian Rugby Championship avec les Western Sydney Rams, dont il est le capitaine,.
Il rejoint par la suite le club italien de Calvisano pour la saison 2007-2008 de Super 10. Au sein de l'équipe entraînée par Marc Delpoux, il dispute vingt matchs, et remporte le championnat en fin de saison,.
De retour en Australie après son passage en Italie, il s'engage avec les Brumbies à compter de la saison 2009 de Super 14,. Il est très régulièrement utilisé lors de ses trois premières saisons, au point de ne rater aucun match entre 2008 et 2011. Son année 2012 est cependant beaucoup plus difficile, puisqu'il ne joue qu'une seule rencontre, à cause de blessures et des choix des entraineurs, ce qui le pousse à quitter les Brumbies au terme de la saison,.
Il part ensuite en France où il s'engage pour deux saisons avec le FC Grenoble, qui vient d'être promu en Top 14,. Il devient un cadre de l'équipe iséroise dès sa première année au club. Capitaine occasionnel du club, il prolonge son contrat avec le FCG en février 2014. Moins utilisé lors de la saison 2016-2017, il annonce son départ du club en fin de saison en décembre 2016. Finalement, le 29 mars 2017, le FC Grenoble annonce qu'il quitte le club de manière anticipée afin de rentrer en Australie pour des raisons personnelles, mettant ainsi un terme à sa carrière de joueur,.

## Palmarès
- Vainqueur du Super 10 en 2008 avec Rugby Calvisano.
- Vainqueur du Shute Shield en 2011 avec Eastwood.